# Conservatorio Giuseppe Tartini
Il conservatorio statale di musica Giuseppe Tartini di Trieste è un istituto italiano di alta formazione musicale. Fondato nel 1903, è uno dei tredici Conservatori storici italiani. Dipende dal Ministero dell'istruzione, dell'università e della ricerca. È anche membro dell'Associazione Europea dei Conservatori. 
Attualmente conta 650 studenti, di cui quasi il 60% iscritti a corsi di istruzione superiore, 90 professori a tempo pieno e più di 15 professori a contratto, e ospita regolarmente insegnanti italiani e stranieri per seminari e masterclass. Si unisce al "Consorzio Almalaurea" per promuovere e monitorare l'inserimento dei laureati nei luoghi di lavoro
Il Conservatorio Tartini aderisce al Processo di Bologna e all'ECTS (European Credit Transfer and Accumulation System), allo scopo di favorire il massimo riconoscimento delle attività svolte dai propri studenti.
Il Conservatorio Tartini promuove ogni anno un vasto piano di mobilità internazionale dei propri studenti e docenti: nel 2008 è stato il conservatorio italiano con il maggior numero di flussi di mobilità da e verso l’estero. Oggi sono attivi oltre 50 accordi bilaterali con altrettante istituzioni europee dell’alta formazione musicale.
Tra i suoi allievi figura il compositore e direttore d'orchestra Rodolfo Kubik (1901-1985).

## Presidenti
I presidenti del conservatorio succedutisi in carica dalla data della statizzazione sono:
- Francesco Collotti (1955-1956)
- Narciso Sciolis (1956-1963)
- Marino De Szombathely (1964)
- Renato Mezzena (1964-1967)
- Giuseppe Antonicelli (1967-1969)
- Gianni Bartoli (1970-1973)
- Agostino Origone (1973-1975)
- Giacomo Bologna (1975-1982)
- Vincenzo Molinari (1982-1989)
- Luigi Pavan (1989-1996)
- Mario Diego (1996-2002)
- Alfredo Antonini (2002-2006)
- Roberto Petiziol (2006-2007)
- Anna Rossi Illy (2007-2010)
- Mario Diego (2010-2016)
- Lorenzo Capaldo (2016-2022)
- Daniela Dado in carica (dal dicembre 2022)

## Direttori
I direttori succedutisi alla guida del conservatorio dalla data della fondazione sono:
- Filippo Manara (1903-1915)
- Adolfo Skolek (1915-1919)
- Filippo Manara (1919-1929)
- Orlando Sabbatini (1929-1932)
- Federico Bugamelli (1932-1945)
- Valdo Garulli (1945)
- Bruno Cervenca (1945-1954)
- Renato Fasano (1954-1955)
- Gabriele Bianchi (1955-1960)
- Orazio Fiume (1960-1976)
- Aldo Michelini (1976-1977)
- Luigi Andrea Gigante (1977-1981)
- Guerrino Bisiani (1981-1982)
- Francesco Valdambrini (1982-1985)
- Giacomo Bellucci (1985-1986)
- Giorgio Blasco (1986-1997)
- Massimo Parovel (1997-2015)
- Roberto Turrin (2015-2021)
- Sandro Torlontano (in carica dal 2021)